# Bluejacket
Bluejacket – miasto w Stanach Zjednoczonych, w stanie Oklahoma, w hrabstwie Craig.